# Torped 47
Torped 47, som ingår i torpedsystem 47 (TS47), är femte generationen av en lätt torped som håller på att utvecklas av Saab Dynamics för ubåtsjakt eller lättare fartyg att avfyras från ytfartyg, ubåt, helikopter, flyg samt fast plats. Torped 47 kommer ersätta Torped 45 år 2022-2023.

## Prestanda
Torped 47 är moduluppbyggd och utrustad med både passiv och aktiv målsökare samt använder bl.a. trådkommunikation i likhet med Torped 45. Inför skjutning från fartyg laddas torpeden i en speciell torpedtub.

## Långdragen beställningsprocess
Redan 2010 beslutade regeringen om att skaffa ett nytt lätt torpedsystem. I maj 2016 meddelade regeringen (igen) att Torped 45 ska ersättas av en ny Torped 47. Finland beställde i januari 2018 bl.a. Torped 47 i en miljardorder.

## Tester, driftsättning och leverans
I juni 2020 meddelade Saab att tester med den nya torpeden hade skett tidigare i februari och mars samma år. Torped 47 har också exporterats till Finland som en del i Squadron 2000-programmet.
I oktober 2022 meddelades att leveranser skett till FMV och i december samma år levererades torpedsystemet till Försvarsmakten.
I november 2023 togs Torped 47 i bruk av Finlands marin. Torpedsystemet används av Hamina-klassen samt de kommande fartygen av Pohjanmaa-klassen.

## Vidareutveckling
Från 2023 planeras vidareutveckling av målsökning och fiber, med produktion under 2025-2027 för leveranser från 2026 med beteckningen Torped 472.
Från 2028 planeras vidareutveckling av batteri och torpedförsvar (Anti-Torped-Torped, ATT), med produktion under 2030-2032 för leveranser från 2031 med beteckningen Torped 473.